# Cunobelí

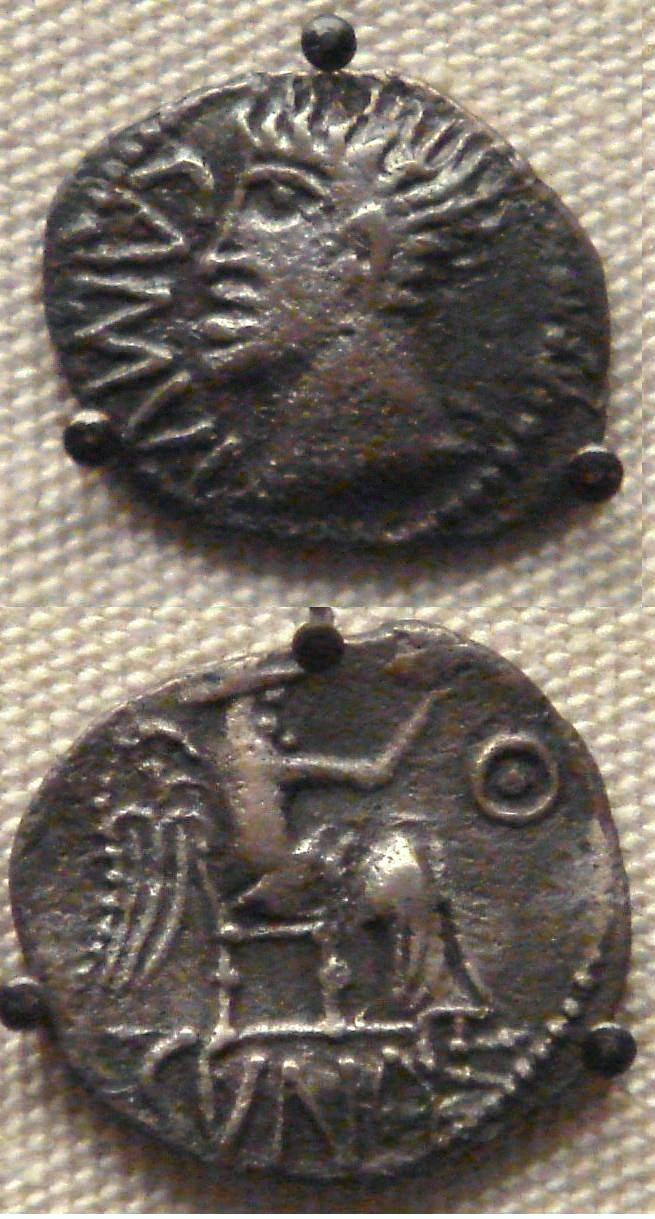
Moneda de Cunobelí

Cunobelí o Cinobel·lí (en llatí Cunobelīnus o Cynobellīnus, del britònic Cunobelinos) va ser un dels reis dels britons i segurament dels trinovants de la província de Britànnia durant el regnat de Claudi. La seva capital era Camulodúnum (actual Colchester). Era fill de Tasciovà i va ser el pare de Caratac, Togodumne i Admini.